# Nomenclatura di Marte
La nomenclatura marziana segue le mappe create dai primi osservatori del pianeta. Una tre le prime mappe in cui sono definiti i nomi della superficie del pianeta risale al 1877 ed è opera di Giovanni Virginio Schiaparelli, il quale determinò e descrisse le principali conformazioni ricavando i nomi da termini indicanti antichi popoli (Ausonia), dei, luoghi geografici (Syrtis Major, Benacus Lacus), mitologici (Cerberus, Gorgonium Sinus) ecc.
Sono poi seguite altre mappe come quelle di Lowell (1894), Antoniadi (1909), De Mottoni (1957).
Successivamente la nomenclatura è stata approvata all'IAU e ufficialmente introdotta per identificare i luoghi marziani.